# Liste von Brücken in Hamburg/H

## H
| Foto | Name, Kurzbeschreibung | Nutzung | (Erst)Bau                             | Stadtteil, Lage                                              |
| ---- | --- | ------- | ------------------------------------- | ------------------------------------------------------------ |
|      | Hachmannbrücke führt im Zuge der Hachmannstraße über den Roßkanal. Die Hachmannstraße ist nach dem ehemaligen Bürgermeister Gerhard Hachmann benannt. Die Brücke steht unter Denkmalschutz.                                                      | Straße  |                                       | Steinwerder (53° 31′ 14″ N, 9° 57′ 10″ O)                    |
|      | Halskebrücke Die Halskestraße quert über die Halskebrücke den Tidekanal. Sie ist nach dem Erfinder und Unternehmer Johann Georg Halske benannt.                                                                                                  | Straße  |                                       | Billbrook (53° 31′ 34″ N, 10° 4′ 25″ O)                      |
|      | Hammer Steindammbrücke Die Brücke führt den Hammer Steindamm über die Gleise der S-Bahn sowie der Bahnstrecke Hamburg–Lübeck und ist zugleich ein Zugang zum Bahnhof Hasselbrook.                                                                | Straße  | 1856                                  | Eilbek (53° 33′ 54″ N, 10° 3′ 27″ O)                         |
|      | Hannoversche Brücke Die Hannoversche Straße ist die Verbindung zwischen dem Harburger Bahnhof und der Süderelbe. Sie gab der Hannoverschen Brücke ihren Namen.                                                                                   | Straße  |                                       | Harburg (53° 27′ 30″ N, 9° 59′ 23″ O)                        |
|      | Hansabrücke Die Dessauer Straße führt über die Hansabrücke über einen Stichkanal zwischen dem Hansahafen – nach dem die Brücke benannt ist – und dem Saalehafen.                                                                                 | Straße  |                                       | Kleiner Grasbrook (53° 31′ 28″ N, 10° 0′ 33″ O)              |
|      | Hasenbergbrücke Durch den Hamburger Oberbaudirektor Fritz Schumacher errichtete Brücke, über die die Straße „Am Hasenberge“ den Alsterlauf quert. Die Brücke steht unter Denkmalschutz.                                                          | Straße  | 1913                                  | Ohlsdorf (53° 37′ 22″ N, 10° 1′ 42″ O)                       |
|      | Hayns Parkbrücke Diese Fußgängerbrücke überquert die Tarpenbek am Eppendorfer Mühlenteich und verbindet den Hayns Park mit dem Park an der Meenkwiese.                                                                                           | Fußweg  | 1956                                  | Eppendorf (53° 35′ 48″ N, 9° 59′ 22″ O)                      |
|      | Hebebrandbrücke (H730) Diese Brücke führt die Hebebrandstraße über S-Bahngleise im Stadtteil Barmbek-Nord. | Straße  | 1973/74                               | Winterhude, Barmbek-Nord (53° 36′ 27″ N, 10° 1′ 57″ O)       |
|      | Heerwegbrücke (H772) Diese Brücke quert die A 25 zwischen Holtenklinke und der Siedlung Eschenhof. | Straße  |                                       | Bergedorf, Curslack (53° 28′ 33″ N, 10° 14′ 24″ O)           |
|      | Heiligengeistbrücke (H266) Diese Brücke wurde entworfen und erbaut von Franz Andreas Meyer und steht unter Denkmalschutz. | Straße  | 1883/1885                             | Hamburg-Altstadt, Neustadt (53° 32′ 56″ N, 9° 59′ 10″ O)     |
|      | Heilwigbrücke Durch den Hamburger Oberbaudirektor Fritz Schumacher errichtete Bogenbrücke, über die die Heilwigstraße den Isebekkanal quert. | Straße  | 1925–1926                             | Harvestehude (53° 35′ 5″ N, 9° 59′ 38″ O)                    |
|      | Heinrich-Stubbe-Brücke Eine Stahlbetonbrücke, die den Heinrich-Stubbe-Weg über den Neuengammer Sammelgraben führt. | Straße  | 1966                                  | Neuengamme, Kirchwerder ()                                   |
|      | Heinz-Gärtner-Brücke (H860) Fußgängerbrücke, die beim Johannes-Prassek-Park über den Osterbekkanal führt. Die Brücke ist nach dem Sozialdemokraten und Widerstandskämpfer Heinz Gärtner benannt.                                                 | Fußweg  | 2013                                  | Hamburg-Winterhude, Barmbek-Süd (53° 35′ 0″ N, 10° 1′ 30″ O) |
|      | Hellbrookstraßenbrücke Diese Brücke führt die Hellbrookstraße im Hamburger Stadtteil Barmbek-Nord über den Barmbeker Stichkanal. Die Brücke steht unter Denkmalschutz.                                                                           | Straße  | 1913                                  | Winterhude, Barmbek-Nord (53° 35′ 27″ N, 10° 2′ 2″ O)        |
|      | Herbert-Weichmann-Brücke Die Brücke ist, wie die über sie führende Straße, nach dem Hamburger Bürgermeister Herbert Weichmann benannt. Sie führt über den Uhlenhorster Kanal. Die Brücke steht unter Denkmalschutz.                              | Straße  |                                       | Uhlenhorst (53° 34′ 22″ N, 10° 0′ 48″ O)                     |
|      | Hermann-Keesenberg-Brücke (H827) Mit dieser Brücke quert die Neuenfelder Straße die Bahngleise südlich des S-Bahnhofes Wilhelmsburg. Sie ist nach einem Wilhelmsburger Heimatkundler benannt.                                                    | Straße  |                                       | Wilhelmsburg (53° 29′ 49″ N, 10° 0′ 21″ O)                   |
|      | Herrengrabenbrücke Diese Brücke ist nach der Straße Herrengraben benannt, deren Benennung auf einen Graben zurückgeht, in dem im 16. Jhdt. Bürgermeister und Ratsherren Fischereirechte hatten. Der Herrengrabenfleet steht unter Denkmalschutz. | Straße  |                                       | Neustadt (53° 32′ 54″ N, 9° 59′ 2″ O)                        |
|      | Hochstraßenbrücke Diese Brücke führt die Hamburger Hochstraße über die Pepermölenbek. | Straße  |                                       | Altona-Altstadt (53° 32′ 51″ N, 9° 57′ 14″ O)                |
|      | Hofwegbrücke Die als Kulturdenkmal eingestufte Brücke ist nach dem über sie führenden Hofweg benannt. Unter der Hofwegbrücke trifft der Uhlenhorster Kanal auf den Hofwegkanal.                                                                  | Straße  |                                       | Uhlenhorst (53° 34′ 23″ N, 10° 0′ 55″ O)                     |
|      | Hogrevestiegbrücke Eine Fußgängerbrücke, über den der Hogrevestieg die Wandse kurz hinter dem Holzmühlenteich quert. | Fußweg  |                                       | Wandsbek (53° 34′ 40″ N, 10° 4′ 38″ O)                       |
|      | Hohe Brücke (H539) Die Hohe Brücke überbrückt das Nikolaifleet zwischen Kajen und Bei dem Neuen Krahn. Die Brücke steht unter Denkmalschutz. | Straße  | seit dem 13. Jahrhundert              | Hamburg-Altstadt (53° 32′ 42″ N, 9° 59′ 15″ O)               |
|      | Hoheluftbrücke Die Hoheluftbrücke verbindet die Ortsteile Grindel und Hoheluft. | Straße  | erstmals 1884, heutige Brücke 1962/63 | Harvestehude (53° 34′ 43″ N, 9° 58′ 34″ O)                   |
|      | Hohenfelder Brücke Diese Brücke führt die Straßen An der Alster und Mundsburger Damm über die Hohenfelder Bucht. Die Brücke steht unter Denkmalschutz.                                                                                           | Straße  |                                       | Hohenfelde (53° 33′ 47″ N, 10° 0′ 58″ O)                     |
|      | Holländischbrookfleetbrücke Die Brücke ist nach der Straße Holländischer Brook benannt. Sie führt über den Holländischbrookfleet. Die Brücke steht unter Denkmalschutz.                                                                          | Straße  |                                       | HafenCity (53° 32′ 43″ N, 9° 59′ 59″ O)                      |
|      | Holstenhofwegbrücke Mit dieser Brücke quert der Holstenhofweg Bahngleise in Jenfeld. | Straße  |                                       | Jenfeld, Tonndorf (53° 34′ 33″ N, 10° 6′ 13″ O)              |
|      | Holstenkampbrücke Die Brücke ist nach dem Holstenkamp benannt und überquert die Bahngleise der Bahnstrecke Hamburg-Altona–Kiel nördlich der Station Diebsteich.                                                                                  | Straße  |                                       | Stellingen (53° 34′ 25″ N, 9° 55′ 54″ O)                     |
|      | Holtenklinker Brücke In der Nähe der Siedlung Holtenklinke führt diese Brücke den Curslacker Heerweg über die Brookwetterung. | Straße  |                                       | Bergedorf, Curslack (53° 28′ 38″ N, 10° 14′ 27″ O)           |
|      | Holzbrücke (H606) Eine steinerne Dreibogenbrücke, die nach dem großen Brand von Johann Hermann Maack errichtet wurde. Die Brücke führt über das Nikolaifleet und steht unter Denkmalschutz.                                                      | Straße  | 1846/47                               | Hamburg-Altstadt (53° 32′ 48″ N, 9° 59′ 21″ O)               |
|      | Holzhafen-Klappbrücke Diese Klappbrücke verbindet die Konsul-Ritter-Straße und den Lotsekai. Die Brücke steht unter Denkmalschutz. | Straße  | 1930                                  | Heimfeld (53° 28′ 8″ N, 9° 58′ 51″ O)                        |
|      | Holzmühlenstraßenbrücke Diese Brücke führt zwischen der Walddörferstraße und der Wandsbeker Zollstraße über die Wandse. | Straße  |                                       | Wandsbek (53° 34′ 43″ N, 10° 4′ 54″ O)                       |
|      | Hopfenkarrenbrücke Mit dieser Brücke quert die Straße Bei der Hopfenkarre die Wandse. | Straße  |                                       | Wandsbek (53° 34′ 50″ N, 10° 5′ 42″ O)                       |
|      | Horner Wegbrücke Eine Stahlbetonbrücke über die Gleise der Güterumgehungsbahn zwischen Hamburg-Hamm und -Horn. | Straße  |                                       | Hamm, Horn (53° 33′ 20″ N, 10° 4′ 3″ O)                      |
|      | Hufnerstraßenbrücke Diese Brücke ist nach der Hufnerstraße benannt, die mit dieser Brücke den Osterbekkanal quert. | Straße  |                                       | Barmbek-Süd, Barmbek-Nord (53° 35′ 6″ N, 10° 2′ 32″ O)       |
|      | Humboldtbrücke Eine Fußgängerbrücke, die in südlicher Verlängerung der Humboldtstraße über die Oberaltenallee und die Hamburger Straße zum Einkaufszentrum Hamburger Meile führt.                                                                | Fußweg  |                                       | Uhlenhorst (53° 34′ 16″ N, 10° 1′ 45″ O)                     |

- Karte mit allen Koordinaten:
- OSM |
- WikiMap